# José Gómez Maldonado
Pour les articles homonymes, voir José Gómez, Gómez et Maldonado.
José de Jesús Gómez Maldonado  (né le 19 mars 1983) est un coureur cycliste mexicain.

## Palmarès
- 2005
  - 3e de la Klasika Lemoiz
- 2008
  - 11e étape du Tour du Guatemala
- 2011
  - 2e étape du Tour du Michoacán
  - 4e étape de la Ruta del Centro

## Classements mondiaux
| Année            | 2007 | 2008 | 2009 | 2010 |
| ---------------- | ---- | ---- | ---- | ---- |
| UCI America Tour | 352e |      | 135e | 272e |